# پرومکولام (سری‌لانکا)
پرومکولام (به لاتین: Perumkulam) یک منطقهٔ مسکونی در سری‌لانکا است که در استان شمالی (سری‌لانکا) واقع شده‌است.